# Horst Köhler
Horst Köhler (n. Skierbieszów, a l'actual Polònia, 22 de febrer de 1943- 1 de febrer de 2025), fou un polític i economista alemany, director del Fons Monetari Internacional entre 2000 i 2004 i  President d'Alemanya entre 2004 i 2010, quan va dimitir a causa d'unes polèmiques declaracions sobre la missió de les tropes alemanyes a l'Afganistan.

## Biografia
Els seus pares eren deportats alemanys de l'antiga Bessaràbia que marxaren el 1940.
Va ser sub-secretari d'Estat al Ministeri de Finances alemany (1990-1993), entre 1993 i 1998 va ser President de l'associació de Caixes d'estalvis d'Alemanya Deutscher Sparkassen und Giroverband.
Abans del 4 de març del 2004 va ser director del Fons Monetari Internacional, data en què Köhler va dimitir del seu lloc a l'FMI després d'haver estat proposat com a candidat dels partits conservador i liberal (la CDU i el FDP) per succeir Johannes Rau com a president d'Alemanya.
Elegit el 23 de maig de 2004, va prendre possessió del seu càrrec com Bundespräsident l'1 de juliol d'aquell any per un període de cinc. El FDP i CDU actualment tenien la majoria a l'Assemblea federal, que és responsable de l'elecció del president federal.
El 23 de maig de 2009 va ser reelegit com a president d'Alemanya, mantenint en el càrrec un any més, fins a la seva dimissió al 31 de maig de 2010 per unes polèmiques declaracions sobre la guerra de l'Afganistan.